# Марьовський район
Марьовський район (рос. Марёвский район) — муніципальне утворення у складі Новгородської області Росії. Адміністративний центр знаходиться в селі Марьово.

## Географія
Район розташований на півдні Новгородської області. На півночі і північному сході він межує з Дем'янським, північному заході — Старорусським, на заході з Поддорським, і на південному заході — з Холмським районами Новгородської області. Також межує з Тверською областю: на півдні Андреапольським, а південному сході Пеновським та Осташковським районами.
Площа району — 1818,69 км. Найвища точка району та області — гора Дубки, висотою 299,6 м, поблизу адміністративного кордону з Тверською областю, за 4 км на південний схід від села Манц, за 2,5 км на північний-захід від села Володарське в Пеновському районі Тверської області.
Основні річки — Пола, Марьовка.

### Охорона природи
На території Марьовського району створено 6 пам'яток природи загальною площею 1,2 тис. га, з яких 5 комплексного (ландшафтного) профілю і 1 біологічного (ботанічного).
| № | Назва                          | Тип                    | Площа (га) | Розташування                                                 | Створення                                      | Дата               | Характеристика | Фото |
| - | ------------------------------ | ---------------------- | ---------- | ------------------------------------------------------------ | ---------------------------------------------- | ------------------ | --- | ---- |
| 1 | Каньйон річки Марьовка         | комплексна, ландшафтна | 27,4       | Моїсеївське сільське поселення, присілок Одоєво              | Постанова Новгородської обласної думи № 409-ОД | 27 липня 1996 року | Ландшафт каньйону річки Марьовка. Рідкісні види рослин. |      |
| 2 | Велільське болото              | ландшафтна             | 880,1      | Моїсеївське сільське поселення                               | Постанова Новгородської обласної думи № 409-ОД | 27 липня 1996 року | Рослинні болотні угруповання. |      |
| 3 | Красненський Бір               | комплексна, ландшафтна | 193,8      | Велільське сільське поселення                                | Постанова Новгородської обласної думи № 409-ОД | 27 липня 1996 року | Рослинні угруповання соснового бору. |      |
| 4 | Пейзажний парк «Хлебалово»     | біологічна (ботанічна) | 9,2        | Моїсеївське сільське поселення                               | Постанова Новгородської обласної думи № 409-ОД | 27 липня 1996 року | Природно і природно-антропогенні комплекси. Рідкісні види рослин, серед яких червонокнижні пальчатокорінник балтійський (Dactylorhiza baltica) і осока віддаленоколоскова (Carex distans). |      |
| 5 | Вигін річки Пола поблизу Любно | ландшафтна             | 94,1       | Молвотицьке сільське поселення                               | Постанова Новгородської обласної думи № 409-ОД | 27 липня 1996 року | Мальовничі ландшафти і археологічні об'єкти (курганна група). |      |
| 6 | Соснові бори на камових грядах | комплексна, ландшафтна | 7,1        | Моїсеївське сільське поселення, поселення Антаново і Карцево | Постанова Новгородської обласної думи № 409-ОД | 27 липня 1996 року | Льодовикові форми рельєфу (ками). Рослинні угруповання. |      |

## Муніципально-територіальний устрій
У складі муніципального округу 4 сільські поселення, які об'єднують 139 населених пунктів, що перебувають на обліку (разом із залишеними).
| Муніципальне утворення         | Адмінцентр     | Кількість населених пунктів | Населення (осіб, 2017 рік) | Площа (км²) | Карта                             |
| ------------------------------ | -------------- | --------------------------- | -------------------------- | ----------- | --------------------------------- |
| Велілське сільське поселення   | село Веліли    | 30                          | 343▼                       | 483,30      | Марьово Веліли Мойсеєво Молвотиці |
| Марьовське сільське поселення  | село Марьово   | 25                          | 2507▼                      | 185,50      | Марьово Веліли Мойсеєво Молвотиці |
| Мойсеєвське сільське поселення | село Мойсеєво  | 31                          | 390▼                       | 540,40      | Марьово Веліли Мойсеєво Молвотиці |
| Молвотицьке сільське поселення | село Молвотиці | 53                          | 802▼                       | 609,50      | Марьово Веліли Мойсеєво Молвотиці |

Законом Новгородської області № 699-ОЗ від 3 березня 2010 року, який набрав чинності 12 квітня 2010 року, Марьовське і Липївське сільські поселення були об'єднані в єдине Марьовське сільське поселення з адміністративним центром у селі Марьово; Молвотицьке і Горське сільські поселення в єдине Молвотицьке сільське поселення з адміністративним центром у селі Молвотиці.
Законом Новгородської області № 530-ОЗ від 27 березня 2020 року Молвотицький муніципальний район було перетворено на муніципальний округ, всі сільські поселення розформовані.